# ویک باکینگهام
ویک باکینگهام (هلندی: Vic Buckingham؛ ۲۳ اکتبر ۱۹۱۵ – ۲۶ ژانویهٔ ۱۹۹۵) یک بازیکن فوتبال اهل بریتانیا بود.